# 宗教教義研修機構
在台灣，宗教教義研修機構是宗教團體為培養其宗教人員與研修教義，而自設的教育機構。這類機構在教育部體制之外，不能授予高等教育學位。
依據內政部1994年6月11日台(83)內民字第8304053號函，所謂「宗教教義研修機構」，法無明文。惟一般泛稱為宗教團體所附設，純粹為培育神職人員或將來擬從事傳教工作人員之在職或職前訓練，而開辦以宗教教
義研修課程為主之宗教教義研修組織。
外籍人士來臺研修宗教教義，應先由宗教團體或其附設之宗教教義研修機構依據「宗教團體申請外籍人士來臺研修宗教教義要點」之規定，向許可設立登記或立案之內政部、直轄市或縣（市）政府申請核准。
臺灣「宗教教義研修機構」：
| 學校名稱                               | 宗教背景                              | 創辦人                | 在台啟始或復校年份 （創校年份） | 縣市   | 備註 |
| -------------------------------------- | ------------------------------------- | --------------------- | ------------------------------- | ------ | --- |
| 台灣神學院                             | 基督新教 台灣基督長老教會             | 馬偕                  | 1945年 （1872年）               | 臺北市 | 另外設立台灣神學研究學院 |
| 玉山神學院                             | 基督新教 台灣基督長老教會             | 孫雅各、溫榮春        | 1946年                          | 花蓮縣 | |
| 台南神學院                             | 基督新教 台灣基督長老教會             | 巴克禮                | 1948年 （1876年）               | 臺南市 | 另外設立台灣基督長老教會南神神學院 |
| 中台神學院                             | 基督新教 遠東宣教會、台灣聖教會       | 吉博文、吉愛慕        | 1951年                          | 臺中市 | |
| 三育基督學院                           | 基督新教 基督復臨安息日會             |                       | 1951年                          | 南投縣 | |
| 台灣浸信會神學院                       | 基督新教 美南浸信會                   | 柯理培                | 1952年                          | 臺北市 | 另外設立基督教台灣浸會神學院 |
| 聖光神學院                             | 基督新教 衛理會                       | 戴永冕                | 1955年 （1910年）               | 高雄市 | |
| 聖德基督學院                           | 基督新教                              | 查培理夫婦、李和      | 1956年                          | 桃園市 | |
| 台灣浸信宣道會神學院                   | 基督新教 美北浸信宣道會               | 柯饒富                | 1957年                          | 雲林縣 | |
| 基督書院                               | 基督新教                              | 賈嘉美                | 1959年                          | 新北市 | 另外設立臺北基督學院 |
| 真耶穌教會臺灣神學院                   | 基督新教 真耶穌教會台灣總會           |                       | 1963年                          | 台中市 | |
| 佛光山叢林學院                         | 佛教 佛光山                           | 星雲                  | 1965年                          | 高雄市 | 2021年佛光山叢林學院正式加入「佛光山教團系統大學」，其成員包括美國的西來大學、台灣的佛光大學和南華大學、澳洲的南天大學、菲律賓的光明大學、香港中文大學的人間佛教研究中心。                             |
| 中華信義神學院                         | 基督新教 台灣信義宗                   | 數個台灣信義宗總會    | 1966年                          | 新竹市 | |
| 輔仁聖博敏神學院                       | 天主教 耶穌會                         | 耶穌會中華省          | 1967年 （1929年）               | 新北市 | 2011年從輔仁大學分離，成為直屬於教廷教育部管轄的神學院。輔仁大學則同時開設科系等級的「天主教研修學士學位學程」。                                                                                       |
| 淨覺佛學院                             | 佛教 光德寺                           | 淨心                  | 1967年                          | 高雄市 | 另外在2003年和泰國朱拉隆功大學合作，設立名為「淨覺僧伽大學」的台灣分校，畢業後授予泰國朱拉隆功大學的學位，招收對象只限佛教僧人。                                                                       |
| 福嚴佛學院                             | 佛教 福嚴精舍                         | 印順                  | 1969年                          | 新竹市 | 另一有關係的弘法道場慧日講堂位於台北市，舉辦以社會一般大眾為對象的佛學課程及法會共修。 |
| 蓮華學佛園                             | 佛教 慈蓮苑                           | 曉雲                  | 1970年                          | 新北市 | 和華梵大學合作。 |
| 中華福音神學院                         | 基督新教                              | 吳勇、戴紹曾          | 1970年                          | 桃園市 | 另外設立中華福音神學研究學院 |
| 神召神學院                             | 基督新教 中國神召會                   |                       | 1973年 （1953年）               | 台中市 | |
| 華嚴專宗學院                           | 佛教 華嚴蓮社                         | 成ㄧ                  | 1975年                          | 臺北市 | |
| 香光尼眾佛學院                         | 佛教 香光寺等香光尼僧團               | 悟因                  | 1980年                          | 嘉義縣 | 伽耶山基金會所屬香光尼眾佛學院於2014年申請成為非正規教育課程認證之終身學習機構。另外，印儀學苑等香光尼僧團分院，則舉辦以社會一般大眾為對象的佛學課程及法會共修。                                       |
| 圓光佛學院                             | 佛教 圓光禪寺                         | 妙果 如悟（復校）     | 1981年 （1948年）               | 桃園市 | 於2009年成立圓光假日佛學班、禪修班，以社會一般大眾為對象。 |
| 台灣宣道神學院                         | 基督新教 基督教宣道會                 |                       | 1982年                          | 新北市 | |
| 千佛山女子佛學院                       | 佛教 千佛山菩提寺                     | 白雲                  | 1982年                          | 台南市 | |
| 臺灣福音工作全時間訓練中心             | 基督新教 臺灣眾召會                   | 李常受                | 1986年                          | 臺北市 | |
| 淨律學佛院                             | 佛教 淨律寺                           | 照因                  | 1987年                          | 南投縣 | 淨律學佛院另設有網路班，於2011年開辦稱為善德書院。 |
| 道生神學院                             | 基督新教                              | 李幫助 趙天恩（復校） | 1988年 （1953年）               | 臺北市 | |
| 中華道教學院                           | 道教 中華民國道教會                   | 侯寶垣、高忠信        | 1989年                          | 臺北市 | 原址指南宮，現設址於中華民國道教會 |
| 佛教弘誓學院                           | 佛教 弘誓學團                         | 昭慧、性廣            | 1989年                          | 桃園市 | 和玄奘大學宗教與文化學系合作；長期邀請帕奧門下弟子燃燈舉辦禪修營。 |
| 法光佛教文化研究所                     | 佛教 台北法光寺                       | 如學                  | 1989年                          | 臺北市 | 2004年起暫停招收一般研究生，轉型為終身學習機構，提供社會大眾進修佛學之管道，和相關系所學生之先修或輔修平台。                                                                                           |
| 靈糧教牧宣教神學院                     | 基督新教 台北靈糧堂                   | 周神助                | 1990年                          | 臺北市 | |
| 改革宗神學院                           | 基督新教 改革宗長老會                 | 劉煥俊                | 1990年                          | 臺北市 | |
| 中台佛教學院                           | 佛教 中台禪寺                         | 惟覺                  | 1993年                          | 南投縣 | |
| 天主教臺灣總修院                       | 天主教                                | 臺灣主教團            | 1994年                          | 新北市 | |
| 達賴喇嘛西藏宗教基金會佛學班           | 佛教 達賴喇嘛西藏宗教基金會（格魯派） | 達賴喇嘛              | 1998年                          | 台北市 | 以藏傳因明（量學）和藏傳佛教五部大論的講授和學習為主，不進行修法、灌頂。 |
| 原始佛法三摩地學會                     | 佛教 南傳上座部暹羅派馬爾瓦杜支派     | 強帝瑪                | 1999年                          | 台北市 | 創辦人受委任為斯里蘭卡駐台佛教代表 |
| 衛理神學研究院                         | 基督新教 中華基督教衛理公會           | 中華基督教衛理公會    | 1999年                          | 臺北市 | |
| 內觀教育禪林                           | 佛教 內觀教育基金會                   | 林崇安                | 2000年                          | 桃園市 | 引進葛印卡、阿姜達磨多羅、隆波通動中禪、阿姜讚念、隆波帕默等多家禪修。 |
| 台北市丹道文化研究會龍門丹道氣功研習班 | 道教 台北市丹道文化研究會、黃龍丹院   | 王來靜、賴賢宗        | 2001年                          | 臺北市 | |
| 法鼓山僧伽大學                         | 佛教 法鼓山                           | 聖嚴                  | 2001年                          | 新北市 | 1985年創辦的中華佛學研究所，原先亦有招生，在2007年轉型為純研究機構，將教學事務移交給法鼓佛教研修學院。法鼓山另設有傳燈院、信眾教育院，法鼓文理學院設有推廣教育中心，是以社會一般大眾為對象的佛學課程。 |
| 壹同女眾佛學院                         | 佛教 壹同寺                           | 玄深 如琳（復校）     | 2002年 （1957年）               | 新竹市 | |
| 國際八思巴顯密佛學院                   | 佛教 臺灣薩迦寺（薩迦派）             | 確吉蔣稱              | 2003年                          | 台中市 | |
| 高雄真道神學院                         | 基督新教 高雄真道教會                 | 莊丁金                | 2003年                          | 高雄市 | |
| 靈鷲山三乘佛學院                       | 佛教 靈鷲山無生道場                   | 心道                  | 2003年                          | 新北市 | |
| 養諄佛學院                             | 佛教 琉璃山東方淨苑                   | 體証                  | 2004年                          | 台中市 | 和空中大學人文學系合作。 |
| 台灣噶舉佛學院                         | 佛教 噶瑪噶舉派                       | 台灣噶舉佛學會        | 2004年                          | 台北市 | |
| 佳音神學院                             | 基督新教 佳音教會                     | 葛揚明                | 2006年                          | 臺北市 | |
| 台灣正道福音神學院                     | 基督新教 台福基督教會                 | 台福基督教會總會      | 2007年                          | 新北市 | |
| 般若淨宗學院                           | 佛教 義德寺                           |                       | 2007年 （1988年）               | 嘉義縣 | |
| MBSC佛陀原始正法中心                   | 佛教 南傳上座部馬哈希禪法             | 大越                  | 2008年                          | 南投縣 | 緬甸班迪達教團下之國外禪修中心，台灣分支道場。 |
| 靜樂禪林                               | 佛教 南傳上座部帕奧禪法               | 觀淨                  | 2011年                          | 南投縣 | 緬甸帕奧禪林台灣分院。 |
| 丹心宗壇道學院                         | 道教 中華道教丹心慈善會、基隆廣遠壇   | 李游坤                | 2011年                          | 台北市 | |
| 大道書院 （保生民間宗教學院）          | 道教 大龍峒保安宮                     | 廖武治                | 2011年                          | 台北市 | |
| 佛陀教育基金會假日佛學院               | 佛教 佛陀教育基金會                   | 佛陀教育基金會        | 2012年                          | 臺北市 | 基金會成立於1984年。自成立以來，長期舉辦佛學講座及各佛學專班課程。2007年，基金會啟用深坑「華藏教學園區」，為開放外界使用之佛教修學及活動場地。                                                         |
| 覺風佛教藝術學院                       | 佛教 覺風佛教藝術文化基金會           | 寬謙                  | 2012年                          | 台北市 | |
| 拿撒勒人神學院                         | 基督新教 拿撒勒人會                   |                       | 2014年 （1958年）               | 臺北市 | |
| 寧法神學院                             | 基督新教 基督教福音協進會             | 基督教福音協進會      | 2015年                          | 臺北市 | |
| 當代漢藏佛學院                         | 佛教 化育道場（噶瑪噶舉派）           | 化育文教基金會        | 2016年                          | 新北市 | 和尼泊爾列些林佛學院合作 |
| 台灣白石神學院                         | 基督新教 韓國長老會 (白石)            |                       | 2017年                          | 新北市 | |
| 天公教道法學院                         | 道教/天公教 台灣天公教會              | 洪偉富                | 2017年                          | 台中市 | 和輔仁大學宗教學系台灣民間宗教學術中心合作 |
| 三一書院                               | 基督新教 台灣聖公會                   | 台灣聖公會            | 2020年                          | 臺北市 | |
| 臺灣道教學院籌備處                     | 道教                                  | 臺灣道教聯合會        | 2022年                          | 台北市 | 委託政治大學華人宗教研究中心辦理「院、系、所規畫設計」事宜 |
| 慈惠道法學院                           | 道教 松山慈惠堂                       |                       | 2023年                          | 台北市 | 和政治大學華人宗教研究中心合作 |
| 中華道學高等研究院                     | 道教 指南宮                           |                       | 2024年                          | 台北市 | |
| 大方廣新竹假日佛學班                   | 佛教                                  | 黃運喜                | 2025年                          | 新竹市 | |